# حوزه انتخابیه پنجم تنسی
حوزه انتخابیه پنجم تنسی یک حوزه انتخابیه مجلس نمایندگان آمریکا است که در ایالت تنسی قرار دارد.